# Glaucocharis helioctypa
Glaucocharis helioctypa là một loài bướm đêm trong họ Crambidae.